# Beauficel
Beauficel är en kommun i departementet Manche i regionen Normandie i norra Frankrike. Kommunen ligger i kantonen Sourdeval som tillhör arrondissementet Avranches. År 2022 hade Beauficel 119 invånare.

## Befolkningsutveckling
Antalet invånare i kommunen Beauficel
| Referens: INSEE |